# آی گات یو آن تیپ
آی گات یو آن تیپ (انگلیسی: I Got You On Tape)